# Elgeyo Escarpment
Koordinaten: 0° 52′ N, 35° 35′ O
Das Elgeyo Escarpment ist eine Bruchstufe, die durch post-miozäne Verwerfung entstand und in der Miozän-Schichten erkennbar sind. Die Schichtstufe ist Teil der Westwand des Großen Afrikanischen Grabenbruchs.
Der nordwestliche Teil Kenias hat hauptsächlich drei geografische Zonen, die parallel von Norden nach Süden verlaufen. Es gibt die Hochebene, die schrittweise auf 3.350 Meter über dem Meeresspiegel zu den Cherangani Hills ansteigt. In der Übergangszone liegt das Elgeyo Escarpment, das rasch dem niedrigeren Kerio Valley weicht. Die jährliche Niederschlagsmenge im Gebiet der Schichtstufe liegt zwischen 100 und 140 cm.